# Stiphodon oatea
Stiphodon oatea es una especie de pez dulceacuícolas de la familia de los Gobiidae en el orden de los Perciformes.

## Morfología
Los machos pueden llegar alcanzar los 2,8 cm de longitud total.

## Distribución geográfica
Se encuentra en los ríos de Tahuata, en las islas Marquesas.